# Jezioro Gamerskie
Jezioro Gamerskie (Gamerki, Gamry) – jezioro w woj. warmińsko-mazurskim, w pow. olsztyńskim, w Gminie Jonkowo, leżące na terenie Pojezierza Olsztyńskiego. Położone jest między wsiami Gamerkami Małymi i Gamerkami Wielkimi. Jest największym jeziorem w Gminie Jonkowo. Pochodzenie nazwy jeziora od pruskiego – (Gimmer, Gymmer, Gimor, Gamry), zapisy od 1348 r. Nazwa złożona z dwóch części: 1.( gim-, gem-) rodzić się i 2.(-mer), z prus. mary -zatoka.

## Hydronimia
Według urzędowego spisu opracowanego przez Komisję Nazw Miejscowości i Obiektów Fizjograficznych (KNMiOF) nazwa tego jeziora to Jezioro Gamerskie. W różnych publikacjach i na mapach topograficznych jezioro to występuje pod nazwą Gamerki, Gamry, Giemarskie Jezioro

## Dane morfometryczne
Powierzchnia zwierciadła wody według różnych źródeł wynosi od 51,0 ha przez 52,9 ha do 54,8 ha. 
Zwierciadło wody położone jest na wysokości 79,8 m n.p.m.. Średnia głębokość jeziora wynosi 1,0 m, natomiast głębokość maksymalna 2,9 m Odpływ z jeziora znajduje się w części zachodniej, ciekiem bez nazwy długości 0,5 km do rzeki Pasłęki. Długość linii brzegowej 3,3 km. W klasyfikacji rybackiej określane jako typ linowo-szczupakowy.
Brzegi porośnięte są drzewami, głównie olchą.